# Gara Herăstrău
Gara Herăstrău este o gară dispărută care se afla lângă Parcul Herăstrău.

## Istoric
Cu mulți ani în urmă, gara făcea parte din ruta unei vechi magistrale care lega orașul Giurgiu de 7 stații CFR din București. Magistrala pierduta era: Giurgiu - București Progresul - Filaret - București Cotroceni - București Nord - Herăstrău - Obor - Gara Titan Sud.